# Erison Carlos dos Santos Silva
Erison Carlos dos Santos Silva (sinh ngày 22 tháng 5 năm 1980) là một cầu thủ bóng đá người Brasil.

## Sự nghiệp câu lạc bộ
Erison Carlos dos Santos Silva đã từng chơi cho Cerezo Osaka.

## Thống kê câu lạc bộ

### J.League
| Đội          | Năm       | J.League | J.League | J.League Cup | J.League Cup | Tổng cộng | Tổng cộng |
| Đội          | Năm       | Trận     | Bàn      | Trận         | Bàn          | Trận      | Bàn       |
| ------------ | --------- | -------- | -------- | ------------ | ------------ | --------- | --------- |
| Cerezo Osaka | 2006      | 20       | 2        | 5            | 1            | 25        | 3         |
| Tổng cộng    | Tổng cộng | 20       | 2        | 5            | 1            | 25        | 3         |